# Selebung Rembiga
Selebung Rembiga is een bestuurslaag in het regentschap Centraal-Lombok van de provincie West-Nusa Tenggara, Indonesië. Selebung Rembiga telt 4415 inwoners (volkstelling 2010).